# Raymond Gourlin
Raymond Gourlin, né le 24 janvier 1925 à Chaumont et décédé à Reims le 17 août 2017, est un résistant français.

## Résistance[2]
En 1939, la Seconde Guerre mondiale débute et Daniel Gourlin, frère aîné de Raymond, décide de partir au combat. Affecté au Génie, il est fait prisonnier puis s'évade pour rejoindre la Zone libre où il se marie mais choisit de retrouver son frère en Zone occupée pour s'engager dans la Résistance.
En 1942, Raymond Gourlin a 17 ans, il est typographe et travaille avec Daniel dans une imprimerie de Troyes. C'est là qu'ils font leurs premiers actes de Résistance face à l'Occupant nazi en fabriquant des faux papiers et des faux tickets de rationnement.
Le 10 mars 1943, Raymond Gourlin fait partie de la liste des requis du Service du travail obligatoire (STO) mais refuse de s'y rendre. A l'aide d'une fausse carte d'identité qu'il s'est fabriqué, il quitte la région pour aller s'installer chez des amis à Tours afin d'échapper aux autorités, tandis que son frère parvient à rentrer dans la police comme gardien de la Paix. Dès lors, Raymond Gourlin revient à Chaumont quelques mois plus tard en septembre 1943 et réussit à son tour avec l'aide de son frère et la complicité d'un haut fonctionnaire, à intégrer les services de police en tant qu'agent spécial auxiliaire dans le commissariat où travaille Daniel. Ainsi, les deux frères vont supprimer des avis de recherches, informer les requis du STO de leur convocation à venir et intercepter toute information utile à leur réseau de Résistance, un réseau composé de différents mouvements : Ceux de la Résistance, le Front national de lutte pour l’indépendance de la France et Libération-Nord.
En mars 1944, dix patriotes haut-marnais sont exécutés par les nazis. Daniel et Raymond réagissent et installent dans la nuit du 18 au 19 mars 1944 un grand V en tissu noir portant l’inscription « Ils seront vengés » sur le monument aux morts de Chaumont. Au mois de mai, la ville est détruite par les bombardements et les deux frères constituent une équipe pour retrouver les survivants dans les décombres.
Le 6 juin 1944, c'est le Débarquement en Normandie. Ils rejoignent le maquis FFI qui se constitue en forêt de Leffonds en emportant avec eux armes et munitions extraites de l’armurerie du commissariat dont Raymond s’est préalablement emparé des clefs.
Le 16 juin, Raymond et son groupement engagent le combat contre des soldats allemands qui parviennent à blesser l'un d'entre eux, les contraignant à se replier pour regagner le maquis. Parti au village voisin chercher de quoi secourir son camarade, Raymond revient au maquis où l'attendent les nazis qui l'avaient pris d'assaut pendant son absence, à la suite d'une dénonciation. Afin de ne pas se faire capturer armé, il parvient à faire glisser son arme le long de sa jambe sous son pantalon puis à la laisser tomber dans l'herbe en la mettant à l'écart. Devant lui, les soldats exécutent son camarade blessé, avant de l'emmener à la Gestapo de Chaumont où il sera battu et torturé, y perdant de nombreuses dents. Malgré la violence de ces interrogatoires, il resta muet sur toute l'activité de son réseau pour le protéger. Incarcéré à la prison de Langres, Raymond ne sera jamais jugé. Le 27 août, il est transporté en wagon à bestiaux en direction de Neuengamme, un camp de concentration situé dans le Nord de l'Allemagne.

## Déportation[5]

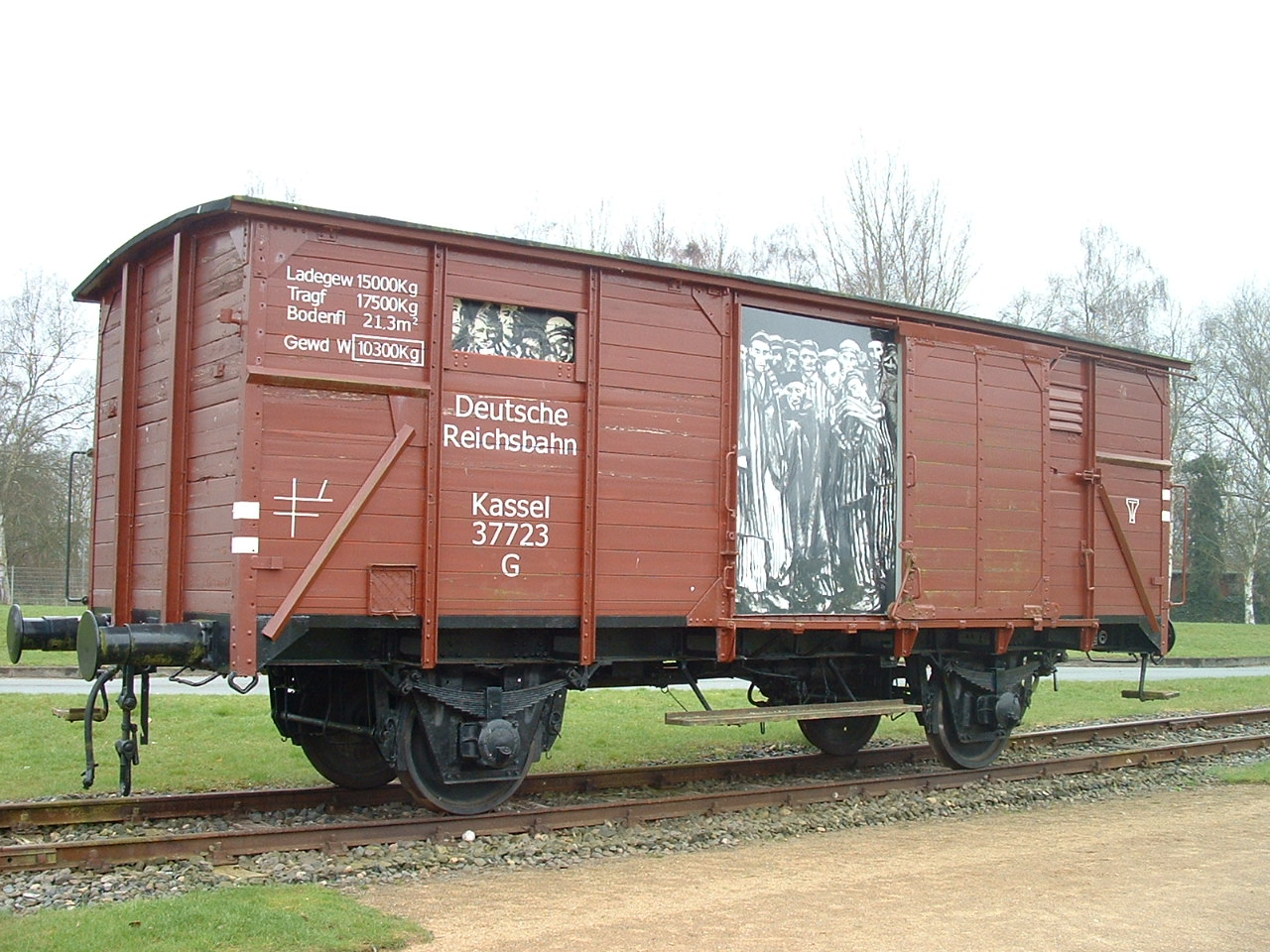
Wagon à bestiaux à Neuengamme.

Le 1er septembre 1944, le convoi de Raymond s'arrête enfin : il est arrivé. Les portes s'ouvrent et laissent place aux hurlements des passagers que l'on extrait des wagons à coups de crosse de fusil. Désinfectés, dénudés et crânes rasés, les déportés sont réunis à l'extérieur sur une grande place avant de rejoindre un baraquement où on leur donne des vêtements rayés sur lesquels sont cousus des triangles rouges avec un "F" noir inscrit dessus, et une plaque portant un numéro : Raymond Gourlin reçoit le matricule 43 948. Un soldat SS leur explique qu'ils sont là pour travailler et qu'ils ne ressortiront de ce camp de concentration que par la cheminée du four crématoire.
Le 3 septembre, Raymond retrouve certains prisonniers présents avec lui à Langres, avec qui il va embarquer à nouveau dans un wagon à bestiaux dans lequel ils sont plus d'une centaine. Raymond ne le sait pas mais il part pour le Kommando de Wilhelmshaven, un camp satellite de Neuengamme où l'on fabrique des sous-marins de poche pour la Kriegsmarine, la marine de guerre allemande, où il restera pendant 7 mois. Là-bas, le réveil est à 4 heures du matin, tous les jours de la semaine, même le dimanche, pour des journées de travail de 12 heures avec une pause de 30 minutes le midi et une demi-journée de repos le dimanche après-midi. Affecté à l'atelier de ferblanterie, Raymond arrive à suivre les nouvelles du front dans un quotidien allemand qu'il parvient à emprunter discrètement et que lui traduit un autre déporté mais il se fait discret : il risque la pendaison pour cela. Chaque jour, devant lui, les SS matraquent, fouettent, torturent, humilient, exécutent, pendent ou noient des déportés par dizaines. Une journée à la période de Noël, les déportés sont emmenés sur la place d'appel où on leur demande de se déshabiller alors que tombe une pluie verglaçante : ils resteront ainsi debout plusieurs heures et certains moururent de froid.

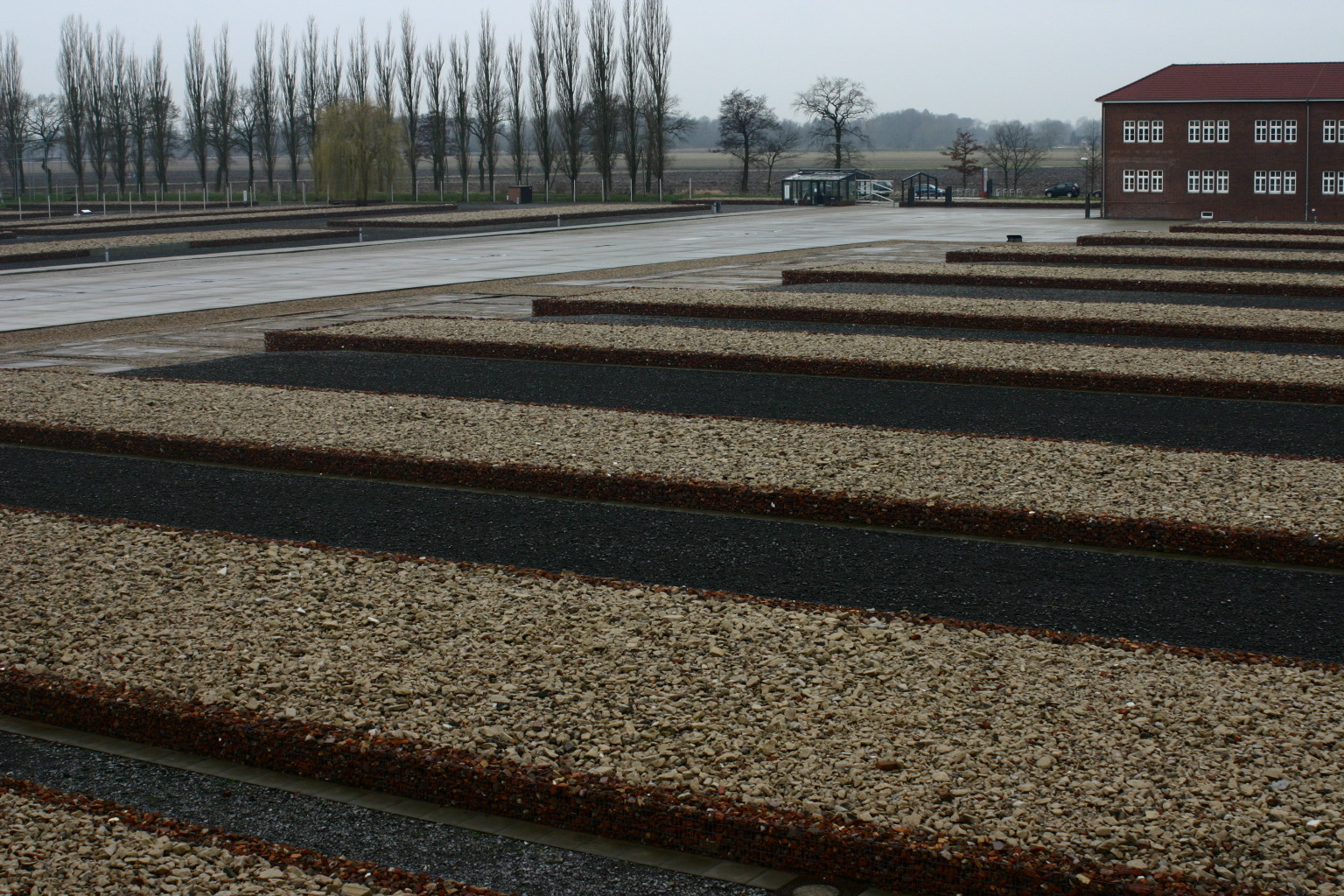
Camp de concentration de Neuengamme aujourd'hui.

Le 5 avril 1945, face à l'avance des Alliés, le Kommando est évacué et débute alors une longue "marche de la mort" en direction de Flensbourg où le gouvernement allemand s'est exilé. Raymond et ses camarades font une halte à Sandbostel, un "mouroir" où l'on entend les hurlements de déportés fatigués rampant au pied d'un mur de cadavres atteignant la hauteur du toit des bâtiments. Le 24 avril, ils embarquent sur l'Olga-Siemers, un charbonnier rempli de cadavres de la cale au pont où les déportés doivent marcher sur les corps pour se déplacer. Affamé, Raymond s'évanouira et ne se réveillera que 3 jours plus tard. Le 30 avril, le bateau arrive à Flensbourg et les déportés sont entassés dans un wagon de marchandise qui s'arrête quelques minutes après son départ dans une gare de triage. Les portes du wagon sont entrouvertes, les SS sont de moins en moins présents, Raymond saisit alors l'occasion avec l'un de ses camarades pour s'évader.
Recueilli par un petit groupe de prisonniers français et polonais, Raymond est lavé et nourri. Un midi, on lui annonce que la guerre est terminée, mais il reste sans réaction, "la déportation nous a fait oublier la Liberté" se confiera-t-il plus tard. Par la suite, Raymond Gourlin est hospitalisé à Flensbourg où il est pris en charge par un médecin anglais : il a le typhus et ne pèse plus que 28 kilos.
Le 19 juin 1945, il est rapatrié en France et séjourne temporairement à l'hôtel Lutetia à Paris au milieu d'autres déportés, et ne parvenant pas à s'endormir sur son lit, tant les conditions du camp de concentration lui avaient fait oublier le confort d'un matelas, il dort allongé sur le sol de sa chambre. A son retour chez lui, il apprend le décès de son frère survenu le 30 juin 1944, fusillé par les Allemands à la suite de la dénonciation du maquis.
Sur les 541 déportés français du Kommando de Wilhelmshaven, 269 sont morts en déportation, 169 pendant son évacuation, 99 ont disparu et 173 ont survécu, parmi lesquels 32 sont morts à leur retour.

## Mémoire
Après la guerre, Raymond Gourlin deviendra inspecteur principal de police au SRPJ de Reims puis directeur du service des signalétiques de la police judiciaire. Le retour à la vie normale sera difficile et il faudra quelques décennies avant qu'il ne puisse parler librement de son vécu. Fort d'une grande humilité, il restera toujours discret sur ses actes de Résistance car il s'agissait pour lui de la réaction naturelle d'un patriote ; il s'attachera à décrire les atrocités commises sous ses yeux dans l'univers concentrationnaire nazi.

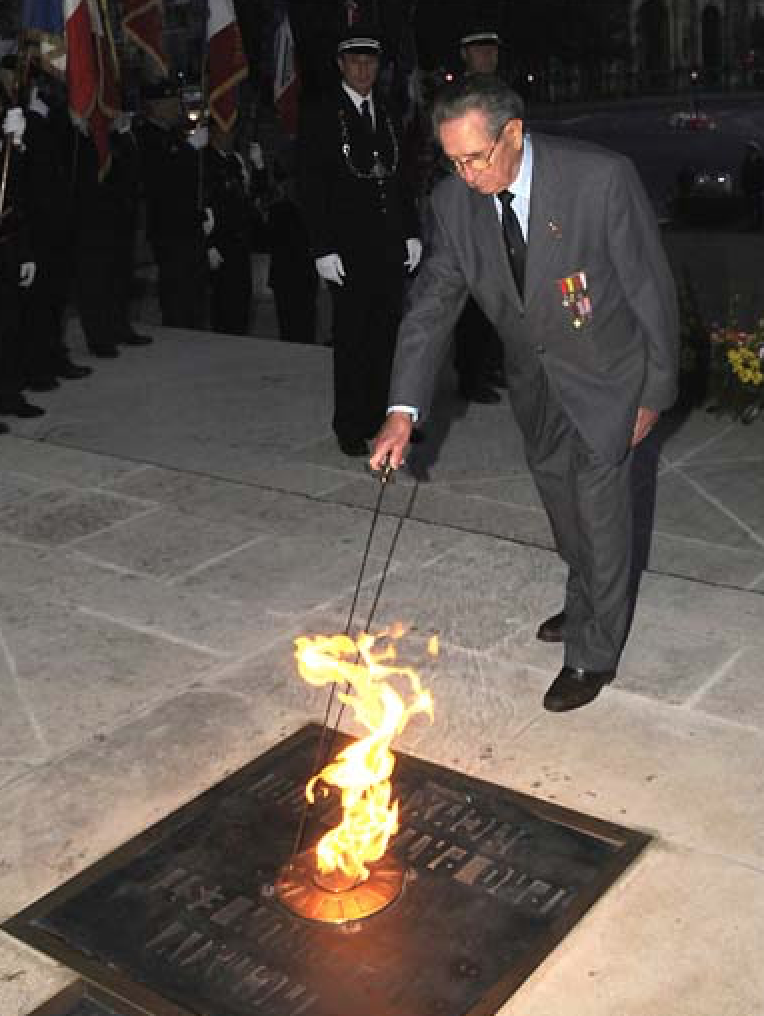
Raymond Gourlin ravivant la flamme du Souvenir à Reims.

À partir des années 1980, il organisera des pèlerinages annuels en Allemagne, à Neuengamme, Wilhelmshaven et Sandbostel pour accompagner et informer de nombreux historiens, professeurs d’Histoire, enfants et petits-enfants de déportés ou simples intéressés. Sa participation active aux cérémonies sur place avec les autorités locales lui vaudra une profonde reconnaissance, transmettant son vécu aux dernières générations allemandes autant qu’aux françaises.
Dès les années 1990, il livrera son témoignage au cours de conférences à la Maison de la vie associative de Reims à de multiples reprises chaque année, aux télévisions française et allemande, dans des expositions ainsi qu’au sein des collèges et lycées de Reims et de ses alentours. Pour lui, la mémoire n'est pas un devoir, il offrira dès lors son témoignage et son aide aux élèves préparant le concours national de la Résistance. A Reims, il organisera et présidera pendant plus de vingt ans la Veillée annuelle de la Déportation qui a lieu le dernier samedi d’avril de chaque année.
Il sera Président de la section locale de l'Union nationale des associations de déportés, internés et familles de disparus (UNADIF) ainsi que membre du conseil d'administration de l'Amicale de Neuengamme. En 2015, à l'occasion de la remise des prix du concours national de la Résistance, Raymond Gourlin reçoit la médaille d'Or de l'Office national des anciens combattants et victimes de guerre. En juin 2016, il sera promu Officier de la Légion d'honneur.
À la suite de son décès survenu le 17 août 2017 à l'âge de 92 ans, de nombreux hommages lui seront successivement rendus par les élus locaux et nationaux ainsi que par les autorités allemandes.
Daniel Gourlin, tué à l'ennemi et mort pour la France, a son nom inscrit sur la plaque commémorative du commissariat de Chaumont, sur celle de la mairie et sur le monument aux morts de Chaumont, ainsi que sur la plaque commémorative de la guerre 1939-1945 de Voisines et sur le monument du maquis de Voisines.

## Distinctions

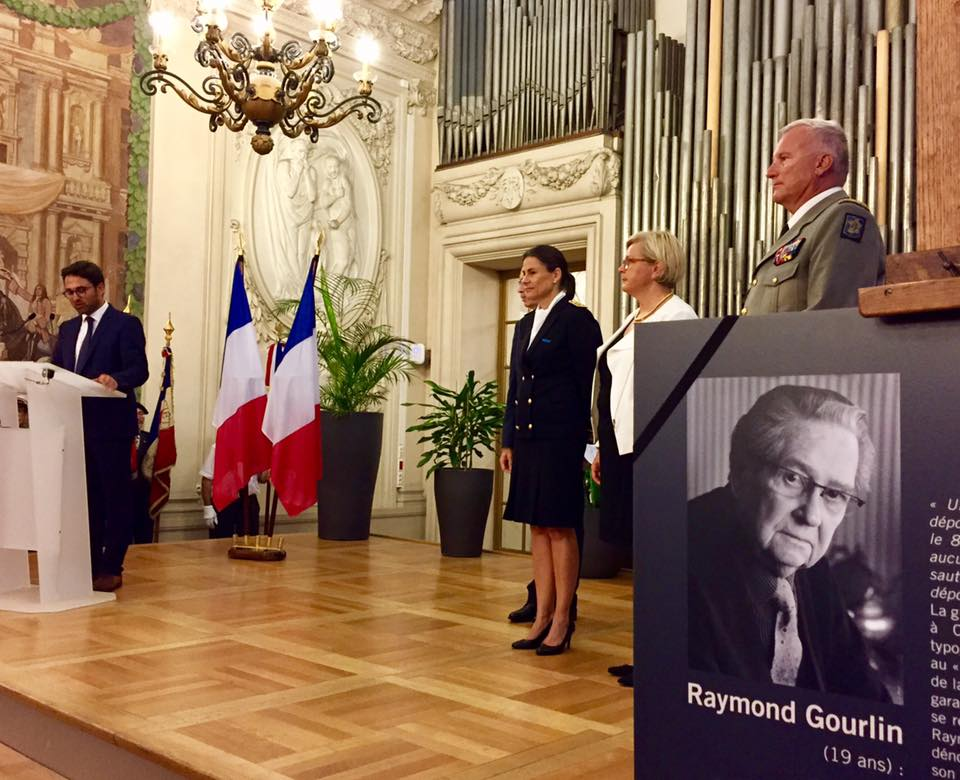
Hommage à Raymond Gourlin par Arnaud Robinet, Maire de Reims.

- Chevalier (1972) puis Officier[23] (2016) de l'Ordre national de la Légion d'honneur

- Médaille militaire
- Croix de guerre 1939-1945 avec palme
- Croix du combattant volontaire de la Résistance
- Médaille de la déportation et de l'internement pour faits de Résistance
- Médaille du réfractaire au STO
- Médaille de la Reconnaissance française
- Médaille d'Or de l'Office national des anciens combattants et victimes de guerre
- Médaille de la ville de Reims
- Médaille de la ville de Caen
- Médaille d'argent de la police nationale
- Médaille du centenaire des Brigades du Tigre